# 대구 상동 지석묘군
상동지석묘군(上洞支石墓群)은 대구광역시 수성구 상동에 있는 청동시대의 고인돌군이다. 2006년 4월 20일 대구광역시의 기념물 제12호로 지정되었다.

## 개요
수성구 상동 501번지 일대에 분포했던 지석묘군으로 현재는 상석 4개가 이동되어 임의로 배치되어 있다. 1998년 국립대구박물관에서 발굴조사한 바에 의하면 지상의 상석은 이동되어 원위치는 파악하기 어렵게 되어 있기는 하나 지하묘구는 15m×15m 구역내에서 30여기의 석관·석곽이 원상으로 분포되어 있음이 확인되었다.
묘구는 평면 장방형이였고, 대개 길이는 2m, 폭은 40cm, 벽고는 30cm 정도의 규모였다. 묘구의 유형은 석관형과 석곽형의 두 종류가 있고, 석관은 네 벽을 판석으로 세워 구축했고, 석곽형은 천석 또는 천석과 판상석을 혼용해서 구축했다. 바닥은 자갈 또는 잔 할석을 전면에 깐 것과 반듯하게 자른 판상석을 몇장 깐 것 또 시상 받침돌을 더문더문 놓아 둔 형식이 있다.
이 곳 좁은 구역에 밀집 분포하는 묘구는 배치와 사용 석재의 종류를 통해서 묘구간의 관계를 추측 가능케 하고 있어 주목된다. 또 매장방법에 대한 보다 구체적인 정보를 제공해 준다고 한다.
묘구에서는 일단병식 석검과 유경식 석검, 석족이 출토되었으나 토기의 부장은 확인되지 않았다. 이들 석기는 대봉동, 이천동 지석묘의 출토품과 유형을 같이 하고 있다.
묘구형태에서 주목되는 현상은 종전까지 지석묘는 모두 수혈식 묘구로 보고되어 왔으나 여기서 수혈계 횡구식의 매장법이 사용되었을 가능성을 시사하는 유구가 확인되었다.

## 참고 문헌
- 상동지석묘군 - 국가유산청 국가유산포털